# Ullstämmaskogen
Ullstämmaskogen är ett naturreservat i Linköpings kommun i Östergötlands län.
Området är naturskyddat sedan 2001 och är 68 hektar stort. Reservatet består till stor del av gammal, delvis försumpad barrskog, men lövskogen i södra delen utgör rester av ett odlingslandskap där det legat flera torp. De två kraftiga vinterstormarna, kallade "Gudrun" 2005 och "Per" 2007 fällde många barrträd och gjorde skogen plötsligt mer urskogslik.
Reservatet är rikt på skalbaggar, mossor och svampar som den vednedbrytande gräddtickan (Perenniporia subacida) som är ovanlig i södra Sverige. Avsikten är att reservatet skall lämnas utan mänsklig påverkan och få utvecklas till en alltmer urskogsliknande biotop.